# Гейлер Борис Маркусович
 Ге́йлер Бори́с Ма́ркусович  (* 1912 — † 1977) — архітектор.

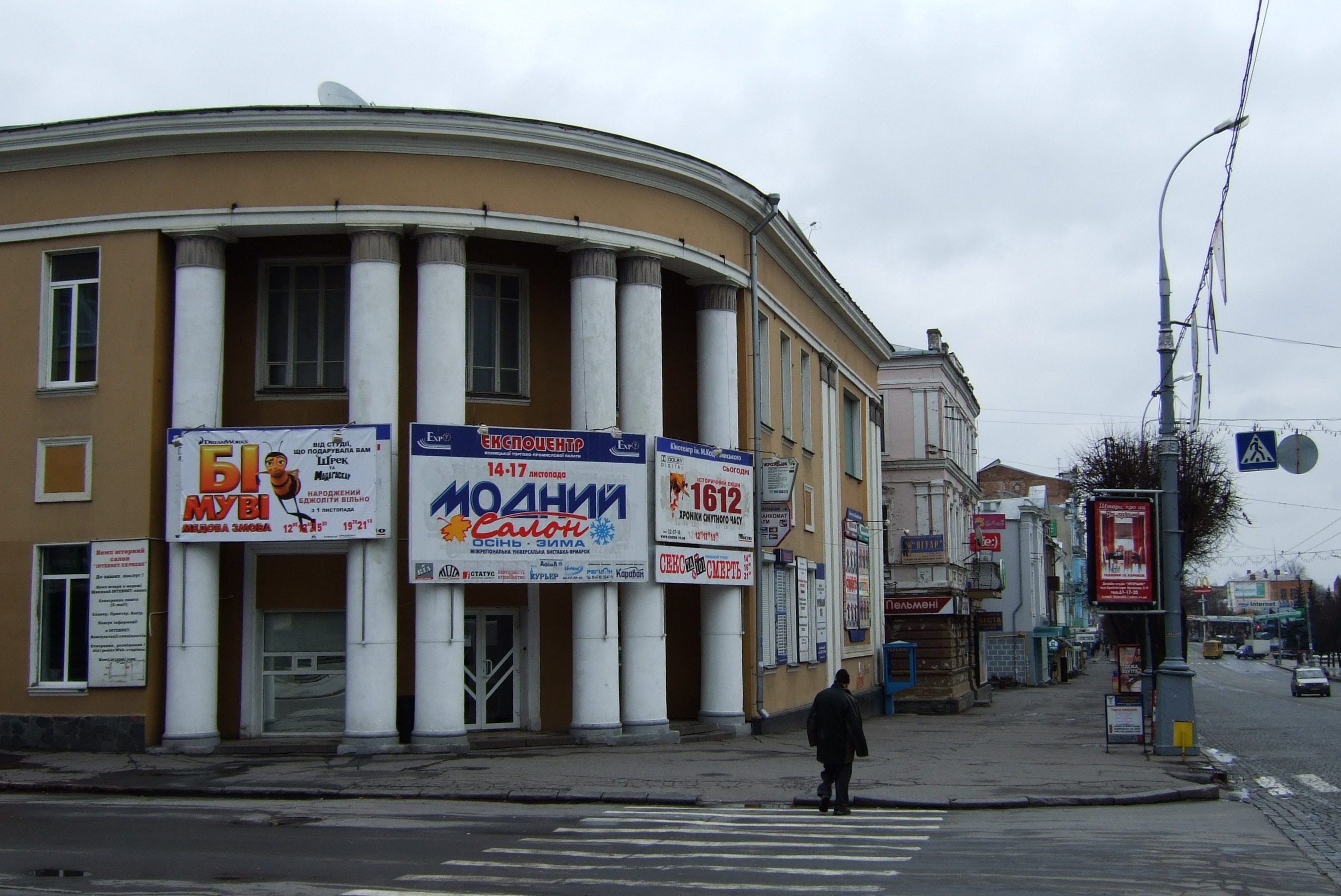
Кінотеатр ім. Коцюбинського у Вінниці

## Біографія

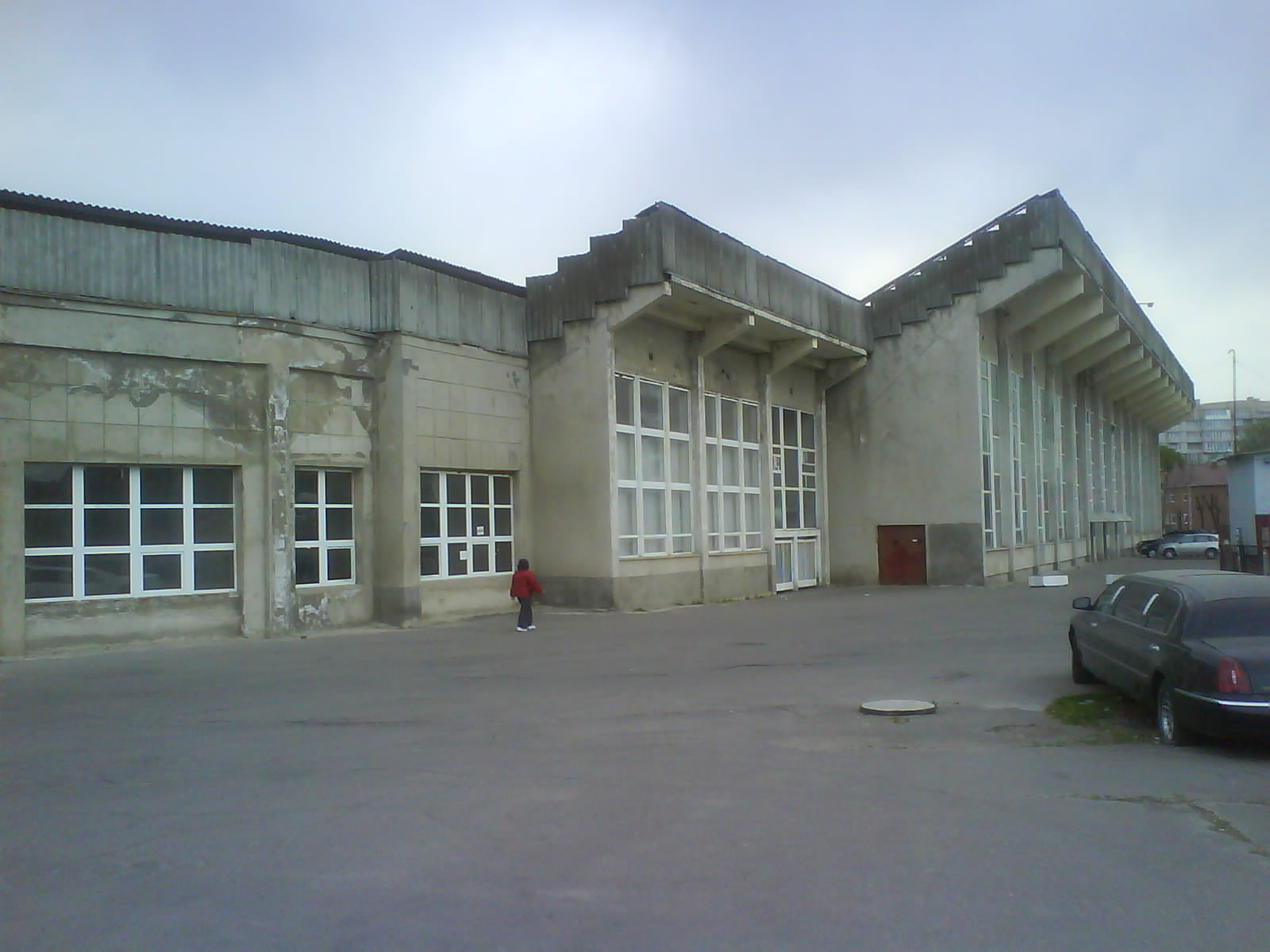
Центральний міський стадіон м. Вінниці (колишній «Локомотив»)

Народився в 1912 р. у Вінниці. В 1940 р. закінчив Одеський інститут інженерів цивільного і комунального будівництва. У 1941 р. викладав у Вінницькому будівельному технікумі. Починаючи з 1947 р. працював на проектній роботі. Автор проектів реконструкції кінотеатру ім. Коцюбинського (1958–1960 рр.) та стадіону «Локомотив» (теперішнього Центрального міського стадіону). 

Помер у 1977 р.